# Levomepromazina

Molécula de levomepromazina

Levomepromazina, o también conocida como Metotrimeprazina es un fármaco del grupo de antipsicóticos, fenotiazinas.
La Levomepromazina, también conocida como Metotrimeprazina, es un analgésico no narcótico de fenotiazina y un agente antipsicótico típico, con efectos sedantes/hipnóticos, ansiolíticos, antieméticos, analgésicos y antipsicóticos. Aunque el mecanismo de acción exacto de la Levomepromazina no se conoce completamente, tras su administración, este agente parece actuar como antagonista de una variedad de receptores en el sistema nervioso central (SNC), incluido un antagonista dopaminérgico, un antagonista serotoninérgico y un antagonista colinérgico. Tiene las propiedades antagonistas de la histamina de los antihistamínicos junto con efectos sobre el sistema nervioso central similares a los de la Clorpromazina.